# 송금식
송금식(宋金植, 1960년 1월 23일 ~ )은 대한민국의 영화배우 겸 연기자이다.

## 생애
1982년 인천에서 태권도 사범으로 첫 입문하였고 1984년 영화 《피리 부는 열한 사나이》의 조연으로 영화배우 데뷔하였으며 이후 영화 작품들에서는 주로 단역 출연을 하다가 1991년 영화 《검은 휘파람》을 통하여 첫 영화 주연을 하였다.
북두의권 한국 실사 영화에서 남두수조권의 권법가 레이 역할을 했는데 이때 팔을 휘젓는 동작이 컬트적인 인기를 끌었다. 또한 《야인시대》에서 김후옥 역할을 맡는 바람에 심영물에서는 레이와 합성되기도 하는 등 인터넷 상에서 인기를 끌었다.
낚시에 취미가 있고 태권도와 쿵푸와 태극권에 특기가 있다.

## 출연작

### 영화
- 2006년 《한반도》 ... 일본 부대사 역
- 2002년 《4발가락(네 발가락)》 ... 박 보스 역
- 2001년 《킬러들의 수다》 ... 사내 1 역
- 2001년 《건달본색》 ... 아역 아빠 역 (특별출연)
- 2001년 《건달의 법칙》
- 2000년 《깡패 수업 3》 ... 이시기와 역 (우정출연)
- 2000년 《깡패 법칙》
- 1998년 《블루스》 ... 마대영 역
- 1997년 《비트》 ... 전갈 역
- 1997년 《불새》 ... 두찬 역
- 1996년 《악어》 ... 전무 역
- 1996년 《보스》 ... 철이형 역
- 1996년 《언픽스》 ... 보스 1 역
- 1996년 《채널 식스 나인》 ... 안 검사 역
- 1996년 《투맨》 ... 박 과장 역
- 1996년 《투캅스 2》 ... 비서 역
- 1995년 《황제 오작두 3》
- 1995년 《해병묵시록》
- 1995년 《무궁화 꽃이 피었습니다》 ... 오창수 역
- 1994년 《자정 이후》 ... 최 반장 역
- 1994년 《두목》 ... 천수 역
- 1994년 《거꾸로 가는 여자》 ... 덕팔 역
- 1993년 《암흑가의 무소속》 ... 백산 역
- 1993년 《뜨거운 비》
- 1993년 《야망의 대륙》
- 1993년 《북두의권》 ... 남두수조권 명인 레이 역
- 1992년 《쿵후 보이 친미》 ... 오우도 역
- 1992년 《겨울 만가》
- 1992년 《시라소니》 ... 압록강 역
- 1992년 《나는 너를 천사라고 부른다》
- 1992년 《황제 오작두》
- 1992년 《자전거를 타고 온 연인》
- 1991년 《아들나라》
- 1991년 《검은 휘파람》 ... 태천수 역
- 1991년 《겨울애마 봄》
- 1991년 《장미여관》 ... 누나 애인 역
- 1991년 《흑설》 ... 태봉 부하 1 역
- 1991년 《전갈군단》
- 1990년 《드래곤 볼》
- 1990년 《서울 통화중》 ... 보디가드 6 역
- 1989년 《매매꾼》
- 1989년 《슈퍼 홍길동 3》
- 1984년 《피리 부는 열한 사나이》

### TV 드라마
- 2014년 KBS1 《정도전》 ... 원천부원군 대은 변안렬 역
- 2012년 KBS2 《넝쿨째 굴러온 당신》 ... 방정훈 역 (특별출연)
- 2011년 SBS 《신기생뎐》 ... 장주희를 좋아하는 남자 역
- 2009년 KBS2 《천추태후》 ... 왕승 역 (특별출연)
- 2008년 KBS2 《강적들》
- 2006년 SBS 《연개소문》 ... 대걸중상 역
- 2004년 KBS1 《불멸의 이순신》 ... 황세득  역
- 2003년 SBS 《왕의 여자》 ... 이일 역
- 2003년 SBS 《애정만세》 ... 황 부장 역
- 2003년 SBS 《야인시대》 ... 김후옥 역
- 2003년 EBS 《역사극장》
- 2002년 EBS 《역사탐구 과거와의 대화》
- 2002년 KBS1 《제국의 아침》 ... 장단설 역
- 2001년 KBS2 《동양극장》 ... 김기동 역
- 2000년 MBC 《엄마야 누나야》 ... 장인만 역 (깡패두목)
- 2000년 SBS 《줄리엣의 남자》 ... 마석철 사장 역
- 2000년 MBC 《선감도》 ... 기시야마 역
- 2000년 KBS2 《RNA》 ... 다카무라 역
- 2000년 MBC 《세 친구》
- 2000년 KBS1 《태조 왕건》
- 1999년 SBS 《순풍산부인과》 ... 조폭 역(까메오)
- 1999년 MBC 《국희》 ... 나카무라 이치로 역
- 1999년 KBS2 《어사출두》
- 1999년 KBS1 《왕과 비》 ... 신천부원군 태초 강순 역
- 1997년 KBS2 《파랑새는 있다》
- 1996년 KBS2 《첫사랑》 ... 깡치 수하 역
- 1996년 KBS2 《검》
- 1996년 KBS2 《머나먼 나라》 ... 이천백 부장 역
- 1995년 MBC 《제4공화국》 ... 대통령 경호실 수행계장 박상범 역
- 1995년 KBS2 《바람의 아들》
- 1995년 SBS 《모래시계》...정인재 역
- 1994년 KBS2 《역사의 라이벌》
- 1993년 MBC 《걸어서 하늘까지》 ... 제트기 역
- 1989년 MBC 《서울 시나위》

#### 예능
- 《슈퍼 TV 일요일은 즐거워 - 출발 드림팀》(KBS2, 2001년)

### CF
- 태양어패럴
- 아시아나항공